# Pauline Kamusewu
Pauline Kamusewu (ur. 3 listopada 1982 w Harare) – szwedzka piosenkarka mająca zimbabwejsko-włoskie korzenie.
W 2003 roku zdobyła nagrodę "Rockbjörnen" w kategorii Najlepsza wschodząca gwiazda Szwecji. W 2010 roku wzięła udział w eliminacjach do Konkursu Piosenki Eurowizji – Melodifestivalen 2010, by reprezentować Szwecję w 55. edycji konkursu z piosenką „Sucker For Love”, odpadła jednak w półfinale.
28 sierpnia 2010 roku wystąpiła w konkursie Bydgoszcz Hit Festiwal w kategorii Zagraniczny Hit Lata z piosenką „Never Said I Was An Angel”. Zajęła 8. miejsce, zdobywając w ostatecznej klasyfikacji 2,08% głosów publiczności.

## Dyskografia

### Albumy
| 2003                           | Candy Rain - Premiera: 5 września 2003 - Wytwórnia: Tri-Sound              | 12 |
| 2009                           | Never Said I Was An Angel - Premiera: 12 marca 2009 - Wytwórnia: Tri-Sound | 26 |
| "—" pozycja nie była notowana. |                                                                            |    |

### Single
| Rok                            | Tytuł                     | Pozycja na liście | Pozycja na liście |
| Rok                            | Tytuł                     | SWE               | POL               |
| ------------------------------ | ------------------------- | ----------------- | ----------------- |
| 2003                           | Runnin' Out of Gaz        | 22                | —                 |
| 2003                           | Answer                    | 20                | —                 |
| 2008                           | Never Said I Was An Angel | 9                 | 1                 |
| 2008                           | Loving You                | —                 | —                 |
| 2009                           | Give Me A Call            | 10                | —                 |
| 2010                           | Sucker For Love           | 11                | —                 |
| "—" pozycja nie była notowana. |                           |                   |                   |